# Masakra w Štrpci
Masakra w Štrpci – porwanie z pociągu i egzekucja 20 ofiar dokonana 27 lutego 1993 roku w czasie trwającej wojny w Bośni i Hercegowinie. Akcję przeprowadziło około 25–30 członków grupy paramilitarnej Očevici. Porwanie miało miejsce na stacji kolejowej Štrpci, egzekucje wykonano we wsi Mušići. Ofiarami padli pasażerowie pociągu relacji Belgrad – Bar, niebędący narodowości serbskiej (zbrodnia ta miała charakter czystki etnicznej).

## Przebieg wydarzeń
Według poczynionych ustaleń, w sobotę 27 lutego 1993 roku, około godziny 3:30 nad ranem grupa 25–30 umundurowanych bośniackich Serbów, członków organizacji paramilitarnej Očevici pod przywództwem Milana Lukicia, wyruszyła do Štrpci, gdzie grożąc bronią dyżurnemu ruchu, zmusiła go do zatrzymania na stacji kolejowej pasażerskiego pociągu pospiesznego nr 671 relacji Belgrad – Bar (pociąg planowo nie powinien zatrzymać się na tej stacji). Około 4:00 doszło do zatrzymania przejeżdżającego składu, a część członków grupy weszła do pociągu i zaczęła sprawdzać dokumenty podróżnych w celu zidentyfikowania osób o narodowości innej niż serbska. W sumie znaleziono 20 takich osób, którym kazano opuścić pociąg.
Pociąg po przeszukaniu ruszył z opóźnieniem w dalszą trasę, natomiast 20 zatrzymanych osób załadowano na wojskową ciężarówkę i wywieziono do budynku szkoły podstawowej we wsi Prelovo. W budynku ofiarom kazano się rozebrać, pobito je i okradziono. Ubrani jedynie w bieliznę i ze związanymi rękami wyruszyli w dalszą podróż, do spalonego domu we wsi Mušići. Tam dokonano ich egzekucji, w grupach po dwie-trzy osoby. Dwie osoby zabito podczas próby ucieczki. Mimo iż ofiary zabijano w Mušići, atak znany jest szerzej jako „masakra w Štrpci”.

## Ofiary
Ofiarą ataku padło 20 osób, wszystkie z nich zabito. Tożsamości jednej z ofiar nie udało się ustalić, wśród pozostałych znalazło się 18 Boszniaków i jeden Chorwat.
Imiona i nazwiska zidentyfikowanych ofiar: Esad Kapetanović (19 lat), Ilijaz Ličina (43), Fehim Bakija (43), Šećo Softić (48), Rifet Husović (26), Senad Đečević (16), Ismet Babačić (30), Halil Zupčević (49), Adem Alomerović (59), Muhedin Hanić (27), Safet Preljević (22), Džafer Topuzović (55), Rasim Ćorić (40), Fikret Memetović (40), Favzija Zeković (54), Nijazim Kajević (30), Zvezdan Zuličić (23), Jusuf Rastoder (45) i Toma Buzov.
Według ustaleń, ciała wrzucono do rzeki Driny. W latach 2009–2010 w jeziorze Perućac odkryto zwłoki czterech ofiar: Halila Zupčevicia, Rasima Ćoricia, Jusufa Rastodera oraz Ilijaza Ličina. Ciał pozostałych osób jak dotąd nie odnaleziono.

## Rozliczanie sprawców

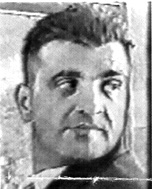
Milan Lukić, przywódca napastników

W maju 1998 roku rozpoczął się proces Nebojšy Ranisavljevicia, jednego ze sprawców napadu. We wrześniu 2002 roku został on skazany na karę 15 lat pozbawienia wolności. W trakcie procesu wyszło na jaw, że w atak prawdopodobnie zamieszani byli również przedstawiciele serbskich władz oraz policjanci.
W grudniu 2012 roku przywódca napastników, Milan Lukić, został skazany przez Międzynarodowy Trybunał Sprawiedliwości na dożywocie za inne zbrodnie wojenne dokonane podczas wojny w Bośni i Hercegowinie.
W grudniu 2014 roku aresztowano 15 osób podejrzanych o udział w zbrodni. W październiku 2015 roku ruszył proces 10 z nich. W listopadzie 2016 roku jeden z oskarżonych, Mićo Jovičić, dzięki ugodzie obrończej został skazany na pięć lat więzienia.

## Upamiętnienie
27 lutego 2009 roku (w 16. rocznicę masakry) w Prijepolju, w Serbii odsłonięto pomnik poświęcony pamięci ofiar. Z kolei 27 lutego 2016 roku (23 lata po tragicznych wydarzeniach) pomnik upamiętniający zabitych został odsłonięty w Bijelo Polje, w Czarnogórze.